# Pleuraphodius confinis
Pleuraphodius confinis är en skalbaggsart som beskrevs av Schmidt 1911. Pleuraphodius confinis ingår i släktet Pleuraphodius och familjen Aphodiidae. Inga underarter finns listade i Catalogue of Life.